# Hohenbuehelia hydrogeton
Hohenbuehelia hydrogeton är en svampart som beskrevs av Singer 1989. Hohenbuehelia hydrogeton ingår i släktet Hohenbuehelia och familjen musslingar.   Inga underarter finns listade i Catalogue of Life.